# Norme internationale sur les notices d'autorité archivistiques relatives aux collectivités, aux personnes et aux familles
La Norme internationale sur les notices d'autorité archivistiques relatives aux collectivités, aux personnes et aux familles, en anglais International Standard Archival Authority Record for Corporate Bodies, Persons and Families, communément désignée sous le sigle ISAAR(CPF) est un ensemble de règles publiées par le Conseil international des archives pour décrire des autorités en relation avec les instruments de recherche en archives.
La première version a été adoptée en 1995. La dernière version date de 2004.

## But de la norme
ISAAR(CPF) a pour but de donner des lignes directrices pour la description d'entités (collectivités, personnes, familles) associées à la production et à la gestion d'archives.
Cette description normalisée permet de fournir une notice d'autorité du producteur d'archives.

## Structure de la norme
ISAAR(CPF) comprend les zones de description suivantes, contenant chacune des champs spécifiques :
- Identification : définit notamment le type d'entité (collectivité, personne, famille) et la forme autorisée du nom ;
- Description :
  - Dates d'existence,
  - Histoire,
  - Lieux,
  - Zones géographiques,
  - Statut juridique,
  - Fonctions et activités,
  - Textes de référence,
  - Organisation interne/généalogie,
  - Contexte général ;
- Contrôle de la description (dont les sources utilisées pour la rédaction de la notice) ;
- Ressources documentaires associées (fonds d'archives par exemple).